# Pierre Camelin
Pierre Camelin (* 22. November 1579 in Fréjus; † 4. Februar 1654 in Fréjus) war ein französischer römisch-katholischer Geistlicher, Titularbischof und Bischof.

## Leben und Karriere
Camelin entstammte einer Kaufmannsfamilie italienischer Herkunft, die im Laufe des späten 16. Jahrhunderts in Fréjus alle wichtigen Ämter eroberte. Sein Onkel Barthélemy Camelin war Bischof von Fréjus. Er studierte in Avignon und erwarb den Doktorgrad in Theologie. 1621 machte ihn sein Onkel zum Koadjutor und Titularbischof von Philadelphia in Arabia. Nach dem Tod des Onkels folgte er ihm 1637 auf dem Bischofssitz nach. Gleichzeitig wurde sein Freund Antoine Godeau Bischof von Grasse. Camelin siedelte 1642 die Bernhardinerinnen der Louise de Ballon in Fréjus an. Er starb 1654 im Alter von 74 Jahren und wurde in der Kathedrale von Fréjus beigesetzt. Dort steht auch sein Denkmal, das ihn kniend im Gebet zeigt.